# 2. liga słowacka w hokeju na lodzie
2. liga słowacka w hokeju na lodzie (słow. 2. Slovenská hokejová liga) – trzecia w hierarchii klasa męskich ligowych rozgrywek hokeja na lodzie na Słowacji (III poziom ligowy). Zmagania w jej ramach toczą się od edycji 1993/94 cyklicznie (co sezon), w jednej, dwóch lub trzech grupach rozgrywkowych, systemem kołowym z fazą play-off na zakończenie każdego z sezonów i przeznaczone są dla słowackich drużyn klubowych, choć zdarzały się przypadki przyjmowania do tej ligi zespołów z Polski i Węgier. Jej triumfator uzyskuje prawo gry o awans do 1. ligi słowackiej.
Przez trzy sezony w rozgrywkach uczestniczyła polska drużyna z Sanoka: w edycjach 2017/18 i 2018/19 był to Ciarko KH 58 Sanok, a w sezonie 2019/20 – UKS MOSiR Sanok.

## Link zewnętrzny
- Oficjalna strona internetowa